# Ultra Payloaded
Ultra Payloaded è il primo album dei Satellite Party, pubblicato nel 2007 dall'etichetta discografica Columbia Records.
L'album vede la partecipazione di diversi ospiti come John Frusciante e Flea dei Red Hot Chili Peppers, Fergie, il bassista dei Joy Division e New Order Peter Hook, e alcune parti vocali pre-registrate di Jim Morrison. È inoltre presente un'orchestra di trenta elementi in quattro tracce, diretta da Harry Gregson-Williams.

## Tracce
1. Wish Upon A Dog Star - 4:45
2. Only Love, Let's Celebrate - 3:50
3. Hard Life Easy - 4:13
4. Kinky (feat. Hybrid) - 4:01
5. The Solutionists - 4:23
6. Awesome (feat. Hybrid) - 4:26
7. Mr. Sunshine - 4:20
8. Insanity Rains - 3:28
9. Milky Ave - 4:28
10. Ultra Payloaded Satellite Party - 5:27
11. Woman in the Window - 4:00
12. Nightbloom * - 4:12

* = bonus-track su iTunes

## Formazione
- Perry Farrell - voce, programming su tracce 2, 3, 5, 7, 9, 10, e 11; arrangiamenti archi su traccia 3
- Nuno Bettencourt - chitarre, basso, cori, tastiere su tracce 3, 4, 8, 9; arrangiamenti archi su tracce 3, 6, e 9; organo e piano su traccia 11
- Kevin Figueiredo – batteria

### Musicisti ospiti
- Etty Lau Farrell - cori
- Carl Restivo – cori su tracce 8 e 10; programming su Roland TR-808; basso (live)
- Peter DiStefano - chitarra acustica su tracce 1, 4 e 6
- John Frusciante - chitarre su traccia 3
- Flea - basso su tracce 3 e 9
- Peter Hook - basso su tracce 1 e 4
- Fergie -  cori su tracce 1 e 10
- Hybrid - programming su tracce 1, 4 e 6
- Thievery Corporation - programming su traccia 5
- Jim Morrison - voce su traccia 11
- Jack Irons - batteria (non accreditato)
- Harry Gregson-Williams - arrangiamenti archi, direzione orchestra su tracce 5, 6, 7 e 11
- Suze DeMarchi - cori su tracce 1, 2, 3, 5 e 8
- Dan Chase - percussioni su tracce 2 e 3
- Joey Heredia - percussioni su tracce 2, 3, 7 e 10
- Kenneth Crouch - piano su tracce 3 e 7
- Milen Kirov - piano su traccia 1
- Jamie Mahoberac - tastiere su traccia 3
- Tim Pierce - chitarre su traccia 5